# عين الصفراء
عين الصفراء تابعة إقليميا لدائرة عين الصفراء ولاية النعامة الجزائرية.

## السكان
حوالي 60.000 نسمة احصائية 2009

## الموقع
تقع مدينة العين الصفراء في الغرب الجزائري بمقر ولاية النعامة حيث تبعد عن مقرها ب70 كيلو متر، تقع ضمن سلسلة الأطلس الصحراوي بين الحدود الجنوبية والهضاب العليا الغربية الشمالية والمنطقة الصحراوية في الجنوب.

## التاريخ
اشتهرت مدينة عين الصفراء بمقاومتها الشرسة للاستعمار بمقاومات شعبية منظمة كمقاومة الشيخ بوعمامة، وأخرى أسرية كمقاومة محمد ولد علي وخلال ثورة التّحرير المباركة اشتعلت جبالها بمعارك الكفاح ضدّالمستعمر البغيض كمعركة مكثر ومعركة مزي التي استعمل فيها المستعمر قنابل النبالم المحرّمة دوليّا
تعتبر مدينة عين الصفراء من أهم مدن الهضاب العليا وذلك لتميزها بطابعها السياحي، والتاريخي.
عين الصفراء في نهاية جبال الأطلس وكتلة جبل مكثر.

## لمحات من المنطقة
- المنبع المائي لحمام ورقة.
- واحة مكثر
- قلعة الشيخ بوعمامة
- واحات (مغرار, تيوت، عسلة)
- قصر عسلة
- قصر سيدي بوتخيل
- بقايا آثلر الديناصور.
- حجارة منقوشة تمتد إلى ما قبل التاريخ ب "تيوت"
- الرصاص.
- تحالف السكان

## العادات التقليدية

### العادة التقليدية للزواج
كما هو الحال في العديد من المناطق في الجزائر، كانت تستغرق حفلات الزفاف 7 أيام في عين الصفراء. أما في الوقت الحاضر فتستمر الأعراس لمدة 3 أيام كحد أقصى.
لتناول الغداء الأول، يتم دعوة الأقارب لتناول وجبة بمرقة. ثم يتم تقديم الكسكس للضيوف في الوجبات التالية.
طوال فترة الزفاف، لا تترك العروس منزلها الجديد. وبمجرد انتهاء الزواج، تأخذ دلوا، وتخرج لملئه من العين وتحضره إلى المنزل. في هذه الأثناء، يشتري العريس الفاكهة والخضار من السوق دون أكياس أو سلال. فيحمل تلك المشتريات في برنوسه، ويعطيها للعروسة، التي تعطيها للطباخين.